# Michael Dreyer (Künstler)
Michael Dreyer (* 1953 in Coburg) ist ein deutscher Künstler und Gestalter.
Er war von 1982 bis 2023 Professor für Visuelle Kommunikation an der Merz Akademie, Hochschule für Gestaltung, Kunst und Medien, Stuttgart, und 1982 an deren Neuausrichtung beteiligt. Seit 2006 leitet Dreyer den Ausstellungsraum W.O. Scheibe Museum in Stuttgart.

## Werk
Dreyer schafft Assemblagen, Installationen und Filme, in denen er Malerei und Plastik, Grafik, Sounds und Texte miteinander kombiniert.

## Einzelausstellungen, Performances und Filme
- 1986: Der geliehene Ernstfall (zusammen mit Diedrich Diederichsen und Lucius Burckhardt) im Rahmen der Ausstellung „Erkundungen“, Messe Stuttgart
- 1996: Shorty, Film, Performance (Berlin, Marburg, Stuttgart, Hamburg) (zusammen mit Sharon Lockhart, Kamera, Schorsch Kamerun u. v. a.)
- 2004: Abschaffung von Prügelsprache Performance I, Ausstellung, Performance, Filme, Publikation (Künstlerhaus Stuttgart), Performer: Helmut Draxler, André Butzer, Grazer Kunstverein; Galerie Meerrettich, Berlin
- 2006: Pianistin, eine Aufnahme ‚elektronischer Klänge’ von Stockhausen anhörend, Ausstellung, Performance, Künstlerhaus Stuttgart; Abschaffung von Prügelsprache Performance II, Performer: Michael Krebber, Galerie Meerrettich, Berlin
- 2010: White Albums, Ausstellung, Publikation, zusammen mit Julian Göthe, Hans Jürgen Hafner, Michael Paukner, W.O. Scheibe Museum, Stuttgart
- 2011: Theorie des Armen Publikums / Towards A Poor Audience, Hermes und der Pfau, Stuttgart; Triple Negation - Double Props, I WE NOW INTERRUPT FOR A COMMERCIAL, Gastkurator Clemens Krümmel, Aanant & Zoo, Berlin

## Veröffentlichungen
- Michael Dreyer – Theorie und Plastik, Herausgegeben von Helmut Draxler, 2016.
- Nutzen, was nützlich ist in: Stilwandel. Herausgegeben vom Internationalen Design, 1986.
- Fünf Interviews zur Veränderung des Sozialen, Wilhelm Beermann, Michael Dreyer, Jürgen Hoffmann (Hrsg.), Merz Akademie, Stuttgart 1992, Hey, hey, we are not the monkeys, (Interview mit D. Diederichsen), ebd., Stadtguerilla und Innenarchitektur, Ausstellungskatalog Julio Rondo / Michael Dreyer; Galerie Klaus Peter Goebel, Stuttgart.
- Albert vs. History, Ausstellungskatalog, Kunsthalle Basel (mit Albert Oehlen), Das muss genäht werden (über Kunst und Politik), in: Die Beute, Mai 1998.
- Die Leiden der jungen Wörter (über den 70er-Jahre mixed-media Künstler Ferdinand Kriwet), in: Merz Akademie 2, Hg. Merz Akademie, Stuttgart 1999. Redaktion Michael Dreyer, Tom Holert, Andreas Cziepluch.
- How to do things without words. (Essay) in: Prärie, Hrsg. von der Volksbühne Berlin, Alexanderverlag, Pianistin, eine Aufnahme “elektronischer Klänge” von Stockhausen anhörend. Michael Dreyer, Künstlerhaus Stuttgart, 2006.
- Plakate politisch machen in: 100 Beste Plakate 06, Musical Behavior in: Shandyismus. Autorschaft als Genre, Als die Institutionskomik noch geholfen hat. Michael Dreyer in: Texte zur Kunst Nr. 68, 2007.
- Dreyer, Michael - Holert, Tom (Hrsg.): PALINDROM. Oben und Unten mit Rex Whistler & Friends. W.O. Scheibe Museum, 2009.
- Vor dem weißen Album. in White Albums, W.O. Scheibe Museum, 2009.
- a nose is a nose is a noise in: Palindrom - Rex Whistler und Freunde. W.O. Scheibe Museum, 2010.
- Bild und Träger - und ein Pfeiler aus Sanssouci. In: BKV Potsdam e.V., 2011.
- Peter Ott, Michael Dreyer: Atelier. In: Karokunst Kunst, die auf der Spitze steht. Dezember 2012, Diskussionsprotokoll No. 11, Duisburger Filmwoche, Christian Koch, 7. November 2012., Ein Spiel mit den Grenzen des Dokumentarfilms von Sven Reden; in: Der Standard, 12. November 2012.